# جون شانون (كاتب أغاني)
جون شانون (بالإنجليزية: John Shannon)‏ هو كاتب أغاني أمريكي، ولد في 1980 في بيتسبرغ في الولايات المتحدة.

## وصلات خارجية
- جون شانون على موقع IMDb (الإنجليزية)
- جون شانون على موقع ميوزك برينز (الإنجليزية)